# Землекоп сірий

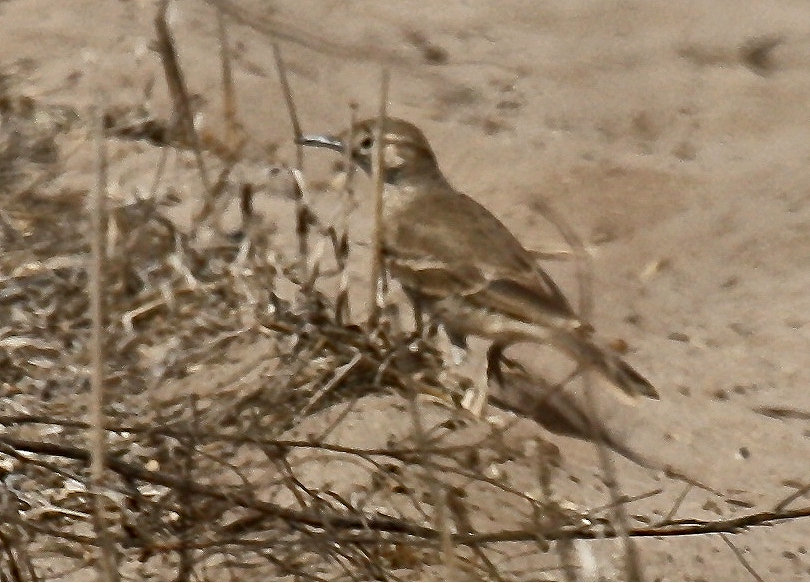
Сірий землекоп

Землекоп сірий (Geositta maritima) — вид горобцеподібних птахів родини горнерових (Furnariidae). Мешкає в Перу і Чилі.

## Поширення і екологія
Сірі землекопи мешкають на західному узбережжі Перу (на північ до Анкаша) та Чилі (на південь до Атаками). Вони живуть на відкритих напівпустельних скелястих пустищах та в сухих чагарникових заростях. Зустрічаються на висоті до 2900 м над рівнем моря.